# 薩納加河

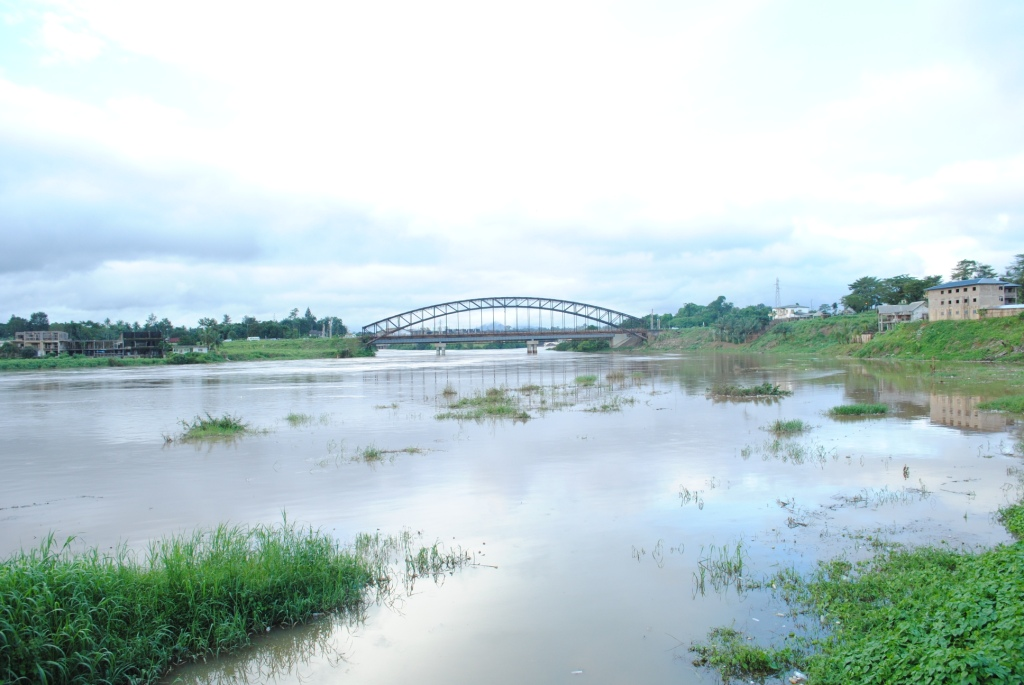

薩納加河（Sanaga）是非洲喀麥隆中部的河流，流經該國的南部省、中部省和西部省，河道全長918公里。薩納加河兩旁是熱帶雨林，上游沿途有瀑布和急流，而水壩和水庫用作控制河水流量和水力發電。

## 水文
薩納加河起源於阿達馬瓦的梅甘加，从阿達馬瓦高原到大西洋的河口，全長918公里，流域面積140000平方公里。沿線城市有埃代阿（Edéa）。其最主要支流姆巴姆河（Mbam）也在此處與其交匯。
雨季為豐水期，通常為11月流量達到最大，埃代阿觀測站處可達4580 m³/s，11月份平均值為3325.7 m³/s。而水位最低則是2到4月。